# Seridom
Seridom es la empresa del grupo Idom responsable de la ejecución de proyectos del tipo "llave en mano". Desde 1995 viene realizando proyectos de este tipo en los sectores de la energía (convencional y renovable), la siderurgia y la minería, además de haber construido variadas instalaciones industriales y diversos edificios.

## Historia

### Los inicios
En 1995 Mercedes Benz España (MBE) sugirió a IDOM que ampliara el rango de sus servicios profesionales y se encargara de la realización llave en mano de una rampa de acceso a sus instalaciones en Vitoria. Es entonces cuando IDOM funda Seridom. A esta primera y exitosa experiencia con MBE siguieron más actuaciones en la planta vitoriana en los años posteriores.
En 1997 se estableció en España el Régimen Especial de Energía, que resultó ser un marco muy favorable para el desarrollo de proyectos de cogeneración. Seridom, junto con el fabricante finlandés de motores  Wärtsilä,  ejecutó proyectos de cogeneración repartidos por toda la geografía española para clientes finales de los sectores maderero, agrícola, de la alimentación, de los detergentes, etc.

### Crecimiento y Diversificación
Los años comprendidos entre 2000 y 2007 fueron para Seridom tiempos de crecimiento y diversificación en sectores y en formas de contratación. En ellos la economía creció considerablemente, lo que permitió a Seridom ejecutar numerosas instalaciones industriales de muy variada índole, como plantas químicas, fábricas de material ferroviario, instalaciones de fabricación de paneles fotovoltaicos, bodegas, etc. En esos años la firma  especializada en "llave en mano" introdujo la modalidad de contratación llamada de "libros abiertos", o "precio máximo garantizado"  que permitía a los clientes participar activamente en la ejecución de los proyectos compartiendo parte del riesgo. En esos años Seridom no dejó de lado el sector energético y en febrero de 2003 inauguraba la central de ciclo combinado Bahía de Bizkaia Electricidad construida en colaboración con Abengoa y Babcock & Wilcox.

### Energías Renovables
En 2004, coincidiendo con el Fórum Universal de las Culturas 2004 en Barcelona, Seridom, junto con Inabensa, construyó en uno de los extremos de la explanada del recinto del fórum una gran instalación de energía solar fotovoltaica. Esta actuación sirvió a Seridom como trampolín para posteriormente, en 2005, construir la planta solar fotovoltaica de Tussol en Alvarado (Badajoz), instalación de seguimiento solar a dos ejes (acimutal y cenital), con una capacidad de 5 MWp, pionera en España al financiarse mediante Project Finance. Las experiencias adquiridas en la misma se aplicaron posteriormente en los numerosos proyectos ejecutados en este sector en los años 2007, 2008 y 2009.

### Energía Termosolar
En 2008 Acciona Energía encarga a Seridom la ejecución llave en mano del bloque de potencia de la central termosolar de La Risca con tecnología de colectores solares cilindro-parabólicos, en Alvarado (Badajoz) que se conectó a la red en septiembre de 2009. Ese mismo año Acciona Energía  confía de nuevo en Seridom para construir su planta termosolar de Majadas (Cáceres) que se conectó a la red en octubre de 2010. A estos dos contratos les siguieron otros, para la ejecución de cuatro plantas completas, todas ellas de 50MW de potencia eléctrica y todas ellas en UTE, bien con empresas del grupo Acciona para Ibereólica o con FCC y Abantia para el propio grupo FCC. Llegado a este punto Seridom se convierte en el contratista EPC independiente (no ligado a la propiedad de planta) con más referencias termosolares en España.
La planta termosolar de La Risca (Alvarado I) aparece reflejada en tres fotografías incluidas en Bosques de Luz (Kursaal, 2015) del fotógrafo madrileño José Manuel Ballester, quien fuera Premio Nacional de Fotografía en 2010.

## Proyectos Significativos
- Rampa de acceso, edificio parque de proveedores,[12][13][14][15] etc. para Mercedes Benz España
- Cogeneraciones para Linasa,[16] Olcesa, Rofeica, Silicio Solar, Centrales del Añarbe, etc.
- Central de Ciclo Combinado Bahía de Bizkaia Electricidad[17][18] (800MW)
- Planta de relaminación de acero para Corus (actualmente Tata Steel)
- Nueva Bodega para González Byass
- Nave de Pintura para Opel General Motors
- Planta Solar Fotovoltaica para Tussol
- Sustitución del Foco Frío de la Central nuclear de Vandellós
- Planta de biodiésel para BioOils[19]
- Centrales termosolares de La Risca,[20] Majadas,[21] Morón,[22] Olivenza,[23][24] Guzmán[25][26] y Villena[27]